# Koen Versyp
Koen Versyp  (11 september 1981) is een Belgisch voetballer die uitkomt voor KBS Poperinge. Hij is aanvaller

## Carrière
De aanvaller speelt momenteel bij KBS Poperinge die er sinds 2010 onder contract staat, hij liep zijn jeugd door bij SV Zulte-Waregem waar hij nu ook de voetbalschool traint en scout is bij de bovenbouw. Eerder kwam hij al uit voor VW Hamme, KSV Oudenaarde, Racing Waregem, SV Zulte-Waregem en het Nederlandse HSV Hoek.

## Statistieken
| seizoen | club             | land      | competitie      | wed. | goals |
| ------- | ---------------- | --------- | --------------- | ---- | ----- |
| 2000/01 | KSV Oudenaarde   | België    | Tweede klasse   | ?    | ?     |
| 2001/02 | SV Zulte-Waregem | België    | Tweede klasse   | ?    | 1?    |
| 2002/03 | SV Zulte-Waregem | België    | Tweede klasse   | ?    | ?     |
| 2003/04 | SV Zulte-Waregem | België    | Tweede klasse   | ?    | ?     |
| 2004/05 | SV Zulte-Waregem | België    | Jupiler League  | ?    | ?     |
| 2005/06 | VW Hamme         | België    | Tweede klasse   | 9    | 3     |
| 2005/06 | VW Hamme         | België    | Tweede klasse   | 30   | 10    |
| 2006/07 | VW Hamme         | België    | Tweede klasse   | 34   | 7     |
| 2007/08 | Racing Waregem   | België    | Derde klasse A  | ?    | ?     |
| 2008/09 | KSV Oudenaarde   | België    | Derde klasse A  | 29   | 11    |
| 2009/10 | HSV Hoek         | Nederland | Hoofdklasse     | ?    | ?     |
| 2010/11 | KBS Poperinge    | België    | Vierde klasse A | ?    | ?     |
| 2011/12 | KBS Poperinge    | België    | Vierde klasse A | ?    | 4     |